# 伊勢孝夫
伊勢 孝夫（いせ たかお、1944年12月18日 - ）は、兵庫県三田市出身の元プロ野球選手（内野手、外野手）・野球指導者、野球解説者。
愛称は「伊勢大明神」、「お伊勢さん」。

## 経歴

### 現役時代
三田学園高校では同期に俳優の渡瀬恒彦、2年上には久代義明がいた。
1963年に近鉄バファローズに投手として入団した。
入団当初から同じチームの徳久利明や久保征弘に負けじと投げ込みを張り切り過ぎたのが原因で肘を故障。肘が治った後はコントロールの良さを買われて連日打撃投手として500球も投げさせられた。
1966年に野手転向。同年シーズン5月に二軍戦でまだプロ2年目でしかも投手登録の尾崎将司に特大の本塁打を打たれ、監督に投手失格を言い渡された際に本人は後は契約更改の時に引退するだけだと覚悟したが、意外にも野手転向というチャンスを貰えたのが野手転向の理由であった。後の活躍を考えれば投手としての彼に引導を渡した尾崎は野球人生の恩人であり、引退後のヤクルトのコーチ時代に1度ゴルフのトーナメントに尾崎を応援しにいったことがあった。
1967年には一軍初出場。同年は4試合に一塁手として先発出場を果たす。
1968年には移籍した高木喬の後継として開幕から5番打者、一塁手に抜擢される。その後は三塁手、右翼手も兼ね46試合に先発、打率.255を残した。
1969年には、正一塁手として期待された新入団のジムタイルが開幕直後に故障、その代役として小川亨とともに一塁手として併用される。同年は主に5番打者として起用され16本塁打を記録した。
1971年には自己最多となる28本塁打を記録。
1972年には初の規定打席（24位、打率.257）に達する。その勝負強い打撃と名字から上記の愛称で呼ばれた（名付けたのは当時監督であった三原脩）。
1974年にはクラレンス・ジョーンズが移籍入団し、ポジションを譲るが、その後も準レギュラーとして活躍。
1977年に益川満育との交換トレードでヤクルトスワローズに移籍。当時の近鉄は西本幸雄監督が若返りのため選手の入れ替えを進めていたことに加え、伊勢の師匠格で当時ヤクルトの二軍監督に転出していた小森光生が、一軍監督の広岡達朗に伊勢の獲得を進言したことが背景にあった。しかし球団からの正式な通達の前にトレード話がスポーツ紙に漏れたため、一時は現役引退も辞さない構えだったという。ヤクルトでは主に代打として起用される。
1978年には大杉勝男の控え一塁手としてリーグ初優勝に貢献。7月10日の読売ジャイアンツとの対戦では1回に鈴木康二朗の死球を巡り両チームの選手が大乱闘を演じ、その後顔面に死球を受けた大杉に代り途中出場するが、堀内恒夫からも顔面死球を受け退場、救急車で病院に搬送され一時は騒然となるが、堀内恒夫も当時の監督も謝らず。同年の日本シリーズでも2試合に代打として起用され、第4戦では9回表に逆転勝ちのきっかけとなる内野安打を放った。
1980年限りで、堀内からの死球が原因で現役引退。

### 現役引退後
引退後はヤクルト（1981年 - 1982年・2014年二軍打撃コーチ, 1983年 - 1986年・1989年 - 1995年一軍打撃コーチ, 2010年打撃アドバイザー→一・二軍巡回打撃コーチ, 2011年 - 2012年一軍総合コーチ→2013年ヒッティングコーディネーター, 2015年バッティングアドバイザー）、広島（1987年一軍外野守備・走塁コーチ→1988年一軍打撃コーチ）、古巣・近鉄（1996年 - 1999年一軍ヘッド兼打撃コーチ→2000年 - 2001年ヘッドコーチ→2002年 - 2004年編成本部長）、オリックス（2005年調査担当）、巨人（2006年スコアラー→2007年一軍打撃コーチ補佐）、SK（2008年 - 2009年6月一軍打撃コーチ→2009年7月 - シーズン終了まで二軍総合コーチ）でコーチ・フロントを歴任。
コーチ術については、1983年シーズンにヤクルトで一緒に仕事をした中西太から学んだところが大きいという。伊勢によれば「アメリカの（ユマ）キャンプでは四六時中、トイレと寝る時だけが別であとはずーっと一緒」というほど行動を共にし、バッティングの話・野球の話をひたすら続けたとのことで、その後も中西が亡くなるまで友人関係が続いた。
ヤクルトコーチ2期目には野村克也監督の下で3度のリーグ優勝と2度の日本一、近鉄コーチ時代には2001年のリーグ優勝に貢献。
巨人にはヤクルト時代に培ったデータ分析の腕を買われて入団し、代打満塁本塁打を打った矢野謙次に配球を学ばせていた。また、不調であった李承燁に請われ特製の「伊勢ノート」を作ったが、訳わからん韓国語に訳そうと自宅に持ち帰った際に、堀内恒夫に紛失されてしまったという。2007年には全12球団最低のチーム打率をトップに押し上げるなど、5年ぶりのリーグ制覇に大きく貢献したが、チームの「コーチ陣の若返り」という方針の下に、10月22日内田順三とともに契約解除された。退団後、純粋に打撃コーチとしての腕のみを期待されての入団であり、当初期待されていたと思われた「ID野球」が軽視されていたことを不満に漏らしている。その一方でクライマックスシリーズの「先発読み違え事件」がマスコミの誤報であったと主張し、首脳陣や李に叱咤激励を送っている。
ヤクルトのコーチに就任する大田卓司の後任として就任したSKでも、2008年の2年連続公式戦優勝と韓国シリーズ優勝に貢献したが、2009年7月に打線の不振により二軍総合コーチの正田耕三と交代し、二軍に配置転換となりシーズン終了まで同コーチを務めた。
2010年からTwellV プロ野球中継解説者・東京スポーツ評論家に就任したが、5月23日からは評論活動と並行しつつ、打撃アドバイザーとして3度目のヤクルト復帰。打撃陣を立て直すべく、最初は関東地区限定で二軍を含めて担当し、8月1日から正式に一、二軍を巡回する打撃コーチに就任。2011年からは一軍総合コーチを務め、2年連続Aクラス入りに貢献。2015年9月27日に契約満了に伴い退団が発表された。
退団後の2016年からは大阪観光大学ベースボールアドバイザーを務め、2022年のプロ野球ドラフト会議では同大学の久保修外野手が広島から7位指名を受けて、同大学初のプロ野球選手輩出に貢献した。
また、松竹芸能とマネジメント契約を結び、野球解説者・評論家としても活動している。

## 人物
安打数に対する本塁打率が高く、1969年は73安打中16本塁打、1971年には84安打中28本塁打を記録している。このことが上記のあだ名が付けられるきっかけとなっている。1971年10月3日の対南海ホークス戦では3打席連続本塁打も記録している。
近鉄在籍時の1969年5月18日、対阪急ブレーブス戦で2回表にジムタイルが先制本塁打を放ったが、両足に故障を抱えていたジムタイルが一塁に到達する前に肉離れを起こしてしまい、審判団が走行困難とみて代走の起用を認めた。その代走に伊勢が起用され、伊勢がベンチから打席に向かい、そこからベースを一周した。その結果、本塁打・打点はジムタイルに記録されるものの伊勢に得点1が記録された（なお、この年のジムタイルは本塁打8、得点7という珍記録を残している）。本塁打の代走が認められた日本プロ野球第1号選手である（2例目は中日ドラゴンズ・山口幸司。1991年6月18日の対横浜大洋ホエールズ戦での彦野利勝の代走）。
ホームインした際、阪急の捕手・岡村浩二に「ホームランを打った気分はどうだい?」と冷やかされたが、その後、そのまま一塁として交代出場した伊勢が5対5で迎えた8回に勝ち越し本塁打を放ち、今度は自分の本塁打で本塁を踏んだ。試合は伊勢の本塁打が決勝点となり近鉄が勝利した。
広島コーチ時代の1987年5月2日、対中日戦で乱闘騒ぎとなった際に、中日監督の星野仙一共々退場処分を受けた。
コーチとしては、技術面は中西太、頭脳面は野村克也の教えをもとに指導している。
外国人選手のプライドを傷つけずに、かつ的確な指導をする。ヤクルトコーチ時代の1992年、前半戦にスランプに陥ったジャック・ハウエルをオールスターゲーム期間中につきっきりで指導して後半戦の大爆発につなげたり、近鉄コーチ時代はタフィ・ローズやフィル・クラークに打撃に関して的確な指導をしていた。そのローズからは「日本のお父さん」と慕われ、伊勢のコーチ退任後も、ローズが不振に陥れば伊勢に指導を請うこともあった。またクラークも引退後コーチになり、指導する際に伊勢から教わったことを元に指導しているという。

## 詳細情報

### 年度別打撃成績
| 年 度      | 球 団      | 試 合 | 打 席 | 打 数 | 得 点 | 安 打 | 二 塁 打 | 三 塁 打 | 本 塁 打 | 塁 打 | 打 点 | 盗 塁 | 盗 塁 死 | 犠 打 | 犠 飛 | 四 球 | 敬 遠 | 死 球 | 三 振 | 併 殺 打 | 打 率 | 出 塁 率 | 長 打 率 | O P S |
| ---------- | ---------- | ----- | ----- | ----- | ----- | ----- | -------- | -------- | -------- | ----- | ----- | ----- | -------- | ----- | ----- | ----- | ----- | ----- | ----- | -------- | ----- | -------- | -------- | ----- |
| 1967       | 近鉄       | 27    | 32    | 32    | 0     | 3     | 1        | 0        | 0        | 4     | 0     | 0     | 0        | 0     | 0     | 0     | 0     | 0     | 12    | 0        | .094  | .094     | .125     | .219  |
| 1968       | 近鉄       | 98    | 200   | 188   | 16    | 48    | 7        | 2        | 1        | 62    | 14    | 8     | 2        | 1     | 1     | 8     | 0     | 2     | 36    | 4        | .255  | .291     | .330     | .621  |
| 1969       | 近鉄       | 105   | 308   | 280   | 32    | 73    | 8        | 2        | 16       | 133   | 53    | 2     | 3        | 4     | 1     | 18    | 1     | 5     | 32    | 11       | .261  | .316     | .475     | .791  |
| 1970       | 近鉄       | 100   | 291   | 269   | 19    | 64    | 13       | 2        | 4        | 93    | 26    | 5     | 1        | 8     | 1     | 12    | 0     | 1     | 50    | 4        | .238  | .272     | .346     | .618  |
| 1971       | 近鉄       | 112   | 400   | 365   | 49    | 84    | 7        | 1        | 28       | 177   | 64    | 8     | 8        | 0     | 4     | 26    | 2     | 5     | 47    | 12       | .230  | .288     | .485     | .772  |
| 1972       | 近鉄       | 117   | 411   | 374   | 48    | 96    | 18       | 0        | 14       | 156   | 48    | 10    | 10       | 8     | 2     | 25    | 1     | 2     | 39    | 9        | .257  | .305     | .417     | .722  |
| 1973       | 近鉄       | 93    | 255   | 238   | 32    | 63    | 12       | 1        | 7        | 98    | 23    | 3     | 3        | 1     | 1     | 15    | 0     | 0     | 36    | 4        | .265  | .307     | .412     | .719  |
| 1974       | 近鉄       | 74    | 92    | 81    | 11    | 15    | 2        | 0        | 4        | 29    | 10    | 0     | 0        | 0     | 1     | 9     | 1     | 1     | 18    | 1        | .185  | .272     | .358     | .630  |
| 1975       | 近鉄       | 78    | 241   | 217   | 28    | 61    | 7        | 2        | 7        | 93    | 30    | 1     | 1        | 5     | 1     | 17    | 1     | 1     | 26    | 5        | .281  | .335     | .429     | .763  |
| 1976       | 近鉄       | 66    | 122   | 113   | 11    | 23    | 1        | 0        | 5        | 39    | 13    | 0     | 0        | 0     | 0     | 9     | 1     | 0     | 27    | 4        | .204  | .262     | .345     | .607  |
| 1977       | ヤクルト   | 58    | 67    | 66    | 2     | 18    | 1        | 0        | 1        | 22    | 11    | 1     | 0        | 0     | 0     | 1     | 0     | 0     | 16    | 2        | .273  | .284     | .333     | .617  |
| 1978       | ヤクルト   | 73    | 73    | 61    | 4     | 16    | 0        | 0        | 2        | 22    | 16    | 0     | 0        | 0     | 0     | 10    | 1     | 2     | 6     | 2        | .262  | .384     | .361     | .744  |
| 1979       | ヤクルト   | 35    | 36    | 35    | 2     | 5     | 0        | 0        | 1        | 8     | 5     | 0     | 0        | 0     | 0     | 1     | 0     | 0     | 9     | 0        | .143  | .167     | .229     | .395  |
| 1980       | ヤクルト   | 6     | 6     | 6     | 0     | 1     | 0        | 0        | 0        | 1     | 0     | 0     | 0        | 0     | 0     | 0     | 0     | 0     | 3     | 0        | .167  | .167     | .167     | .333  |
| 通算：14年 | 通算：14年 | 1042  | 2534  | 2325  | 254   | 570   | 77       | 10       | 90       | 937   | 313   | 38    | 28       | 27    | 12    | 151   | 8     | 19    | 357   | 58       | .245  | .295     | .403     | .698  |

### 記録
- 初出場：1967年4月22日、対東映フライヤーズ1回戦（日生球場）、3回裏に高木喬の代打として出場
- 初先発出場：1967年4月25日、対西鉄ライオンズ1回戦（日生球場）、6番・一塁手として先発出場
- 初安打：同上、6回裏に与田順欣から
- 初打点：1968年4月7日、対西鉄ライオンズ2回戦（小倉球場）、2回表に与田順欣から
- 初本塁打：1968年9月17日、対阪急ブレーブス20回戦（日生球場）、9回裏に水谷孝から
- 1000試合出場：1978年10月3日、対中日ドラゴンズ23回戦（明治神宮野球場）、8回裏に梶間健一の代打として出場 ※史上205人目

### 背番号
- 55（1963年 - 1967年）
- 36（1968年）
- 9（1969年 - 1976年）
- 37（1977年 - 1978年）
- 10（1979年 - 1980年）
- 78（1981年 - 1986年、1989年 - 1999年）
- 79（1987年 - 1988年）
- 82（2000年 - 2001年）
- 71（2007年）
- 81（2008年 - 2015年）

## メディア出演
- 伊藤史隆のラジオノオト（ABCラジオ） - 2018年3月14日「ようこそ!ラジオノオトへ」コーナーにゲスト出演[12]。
- サクサク土曜日 中邨雄二です（ABCラジオ） - 2018年5月12日にゲスト出演。